# Grote-inslaghypothese

Animatie van de veronderstelde botsing

De grote-inslaghypothese is de meest aanvaarde wetenschappelijke theorie voor het ontstaan van de Maan. De hypothese stelt dat de Aarde niet lang na de vorming van het Zonnestelsel getroffen werd door een planetesimaal (proto-planeet) ter grootte van de planeet Mars. Het hypothetische inslaande object wordt wel Theia, of soms Hephaistos of Orpheus genoemd. Theia was in de Griekse mythologie een Titaan en de moeder van de maangodin Selene. Na de botsing ontstond de Maan uit weggeslagen materiaal van zowel het inslaande object als de proto-Aarde, dat na de botsing in een baan om de Aarde beland was.
De hypothese werd in 1975 voor het eerst gepubliceerd door de astronomen William Kenneth Hartman en Donald Davis.

## Argumenten voor een grote inslag
De Maan moet in totaal aanzienlijk minder ijzer en andere zware elementen bevatten dan gebruikelijk, wat met de inslagtheorie goed te verklaren is. Terwijl de Aarde een grote zware kern heeft, die bestaat uit zware siderofiele metalen, is de massa van de Maan hiervoor te klein. Behalve de dichtheid wijzen ook het traagheidsmoment, rotatieparameters en het magnetisch veld van de Maan erop dat de Maan een kern heeft die slechts 25% van haar straal beslaat. Bij andere terrestrische hemellichamen is dit ongeveer 50%.
Modellen laten zien dat al in de vroegste stadia van de vorming van de Aarde de scheiding plaatsvond tussen een aardkern en een aardmantel. Door planetaire differentiatie concentreerde het grootste deel van de zware elementen zich in de kern, waarvan geen materiaal de ruimte in geslingerd werd bij de inslag. De Maan schijnt daarom een vergelijkbare samenstelling te hebben als de zogenaamde primitieve mantel (de korst en mantel van de Aarde samen; dus zonder de kern).
Tijdens de vluchten van het Amerikaanse Apolloprogramma en het Russische Loenaprogramma zijn stenen teruggebracht van het oppervlak van de Maan, zodat materiaal van de maankorst direct bestudeerd kon worden. Onderzoek heeft aangetoond dat de zuurstofisotoop-17-verhouding in deze stenen significant hoger is dan die op Aarde. Op basis hiervan wordt geschat dat 50% van de maan afkomstig moet zijn van Theia. De maankorst is ook zeer rijk aan anorthosiet en er zijn ook KREEP-rijke stollingsgesteenten op de Maan gevonden. Dit kan alleen verklaard worden als de maanmantel ooit geheel gesmolten was (een zogenaamde magma-oceaan). Om de gehele maanmantel te doen smelten is een gigantische hoeveelheid energie nodig; een grote inslag zou zoveel energie kunnen leveren.
In numerieke modellen van de inslag kunnen omstandigheden worden gesimuleerd waarbij de Maan vooral uit de mantels van de proto-Aarde en het inslaande object ontstaat, terwijl de kern van het inslaande object zich bij de aardkern voegt. Deze modellen kunnen ook het hoekmoment en andere parameters van het systeem Aarde-Maan goed verklaren.
Botsingen tussen grote planetesimalen lijken geen ongebruikelijke gebeurtenissen tijdens de vorming van planetenstelsels. In een zone tussen 0,25 en 2 AU rond de jonge ster HD 23514 in de Pleiaden ligt een gordel van heet stof, die overeenkomt met de voorspelde verhitting van een botsing tussen de proto-Aarde en een object ter grootte van Mars. De interpretatie is dan ook dat ook bij deze jonge ster een grote botsing tussen twee planetesimalen heeft plaatsgevonden. Een dergelijke warme gordel werd ook ontdekt rond de eveneens jonge ster BD+20 307 (HIP 8920, SAO 75016). en de ster β Pictoris.

## Eigenschappen van de inslag
Er zijn verschillende hypothesen over de oorsprong van het inslaande object. Eén hypothese is dat Theia gevormd werd in een Lagrangepunt ten opzichte van de proto-Aarde. Een Lagrangepunt is een punt in de baan van een hemellichaam dat ongeveer 60° van dat hemellichaam afligt, waar een kleiner object stabiel dezelfde baan kan delen. Voorbeelden van objecten in een Lagrangepunt zijn de Trojanen-planetoïden in de baan van Jupiter. De planetesimaal Theia vergaarde echter door accretie steeds meer massa waardoor haar omloopbaan in het Lagrangepunt van de Aarde instabiel werd. Het resultaat was dat de hoeksafstand tot de proto-Aarde ging verschuiven, waarbij het uiteindelijk tot een botsing tussen de twee planetesimalen kwam.
Uit de modellen blijkt dat de hoek met de as van de proto-Aarde waaronder Theia insloeg klein geweest is. Het grootste gedeelte van de mantel van Theia en een groot deel van de aardmantel werden de ruimte ingeslingerd, terwijl de kern van Theia naar beneden zonk en zich samenvoegde met de aardkern. Computersimulaties laten zien dat ongeveer 2% van Theia's massa als een ring van puin in een baan om de Aarde terechtkwam. Ongeveer de helft van dit materiaal accretiseerde in de eerste honderd jaar na de inslag en vormde uiteindelijk de Maan. Onafhankelijk van de rotatieperiode en inclinatie van de Aarde voor de inslag zou ze na de inslag een rotatieperiode ("dag") van ongeveer 5 uur hebben gehad, terwijl de evenaar door de inslag meer parallel met het baanvlak van de Maan ging liggen.

## Problemen van de hypothese
Hoewel de grote-inslaghypothese op het moment de beste verklaring is voor het ontstaan van de Maan, zijn er ook nadelen aan de hypothese. Voorbeelden zijn:
- De verhoudingen van atmofiele elementen in de Maan zijn niet met de grote-inslaghypothese te verklaren.[9]
- Er is geen bewijs gevonden dat de Aarde ooit een magma-oceaan had, wat wel verwacht wordt indien een grote inslag plaatsgevonden heeft.[9] Een verklaring voor de afwezigheid van bewijs is dat hevige convectie in de aardmantel alle elementen na afloop weer vermengd heeft.
- De concentratie ijzer(II)oxide (FeO) in de Maan is met 13 massaprocent te hoog om een gezamenlijke afkomst te kunnen hebben met de aardmantel.[10]
- Als een groot gedeelte van het materiaal waaruit de Maan is opgebouwd afkomstig is van het inslaande object, zou de Maan verrijkt moeten zijn in siderofiele elementen, maar ze is juist verarmd in deze elementen.[11]
- In sommige simulaties van de inslag heeft het systeem Aarde-Maan na afloop twee keer zo veel hoekmoment als in werkelijkheid het geval is. Deze simulaties houden echter geen rekening met de rotatie van de proto-Aarde voor de inslag.[12][13]